# Villa Pallavicini-Barbò
La Villa Pallavicini-Barbò sorge in Monza in viale Lombardia 180. Dal 1935 è sede del Collegio della Guastalla.

## Storia
L'edificio neoclassico è stato costruito nella prima metà del XIX secolo su desiderio della contessa Teresa Pallavicini Barbò. Sembra che l'edificio non sia mai stato ultimato e quando il "Collegio della Guastalla" lo rilevò nel 1935, mancasse tutta l'ala nord. Purtroppo mancano notizie certe, visto che nel progetto iniziale l'ala nord era prevista, non si sa con certezza se sia stata distrutta dall'incuria e le guerre o non sia mai stata costruita.
Dopo i grossi lavori iniziali di restauro e le modifiche per adattare l'edificio alla nuova funzione scolastica, nel 1939 il corpo centrale fu sopraelevato di un piano. Successivamente sono stati costruiti anche un teatro, l'infermeria, una nuova ala e la cappella (1936-1938), dove viene traslata la salma della fondatrice del collegio Paola Ludovica Torelli, Contessa di Guastalla. Infatti nel 1936 il comune di Milano espropriò la sede originale e il collegio fu trasferito a Monza.

## Architettura
L'edificio si presenta con l'usuale pianta a U, quindi con un corpo centrale terminante con un timpano e due ali laterali simmetriche che creano una corte quadrata. La facciata, sobria, è ingentilita da un frontone triangolare che si ritrova anche sulla parte finale delle ali laterali.
L'ingresso al corpo centrale è preceduto da una scalinata che dà accesso a un portico su pilastri leggermente sporgente rispetto al corpo centrale. Una volta entrati si accede ad un grande atrio, dove appare lo stemma della famiglia Torelli. sullo stemma appare il biscone dei Visconti oltre al leone che fu concesso da Giovanna II di Napoli nel 1424 a Guido Torelli per il valore dimostrato durante gli scontri con Alfonso V d'Aragona. Il salone d'onore è una sala circolare decorata con alte colonne con capitello corinzio e pilastri. Il soffitto del salone era originariamente una cupola che s'ispirava a quella del Pantheon, come evidenziato dai disegni prospettici. Quando l'edificio fu soprelevato la cupola fu soppressa e l'effetto concavo fu mantenuto mediante il dipinto di una balustra. Al pian terreno sussistono ancora alcune sale di rappresentanza che hanno mantenuto una certa autenticità.
Il piano nobile ha finestre rettangolari, mentre il secondo piano le ha quadrate. Le ali laterali sono più basse rispetto al corpo centrale e hanno dei finti balconi al secondo piano.
La villa è dotata di un vasto parco di 43.000 mq, in cui si possono ammirare piante secolari, ed ha conservato la sua struttura originale.
Adiacente alla villa è presente una cappella arricchita da un prezioso paliotto risalente al XVII secolo. Il manufatto, costruito su un telaio in legno, è ricoperto da una lamina d'argento cesellata, ed è diviso in tre parti. A sinistra lo stemma della famiglia Torelli, nel centro la natività di Maria e sulla desta un paesaggio con inciso il motto "La mia scorta non erra". Nella cappella è tumulata la salma della contessa Ludovica Torelli.

## Galleria d'immagini

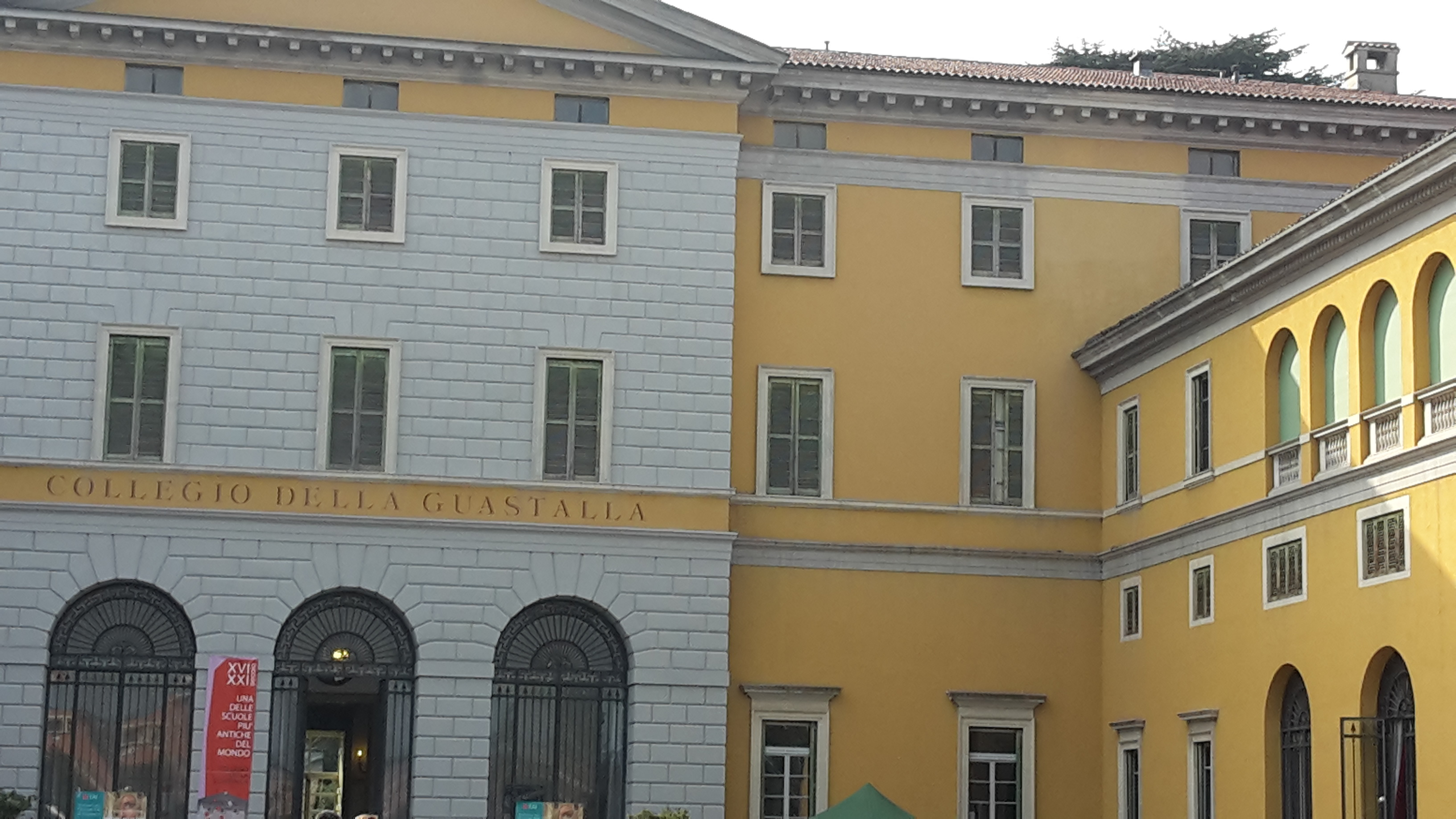
Villa Pallavicini-Barbò, facciata
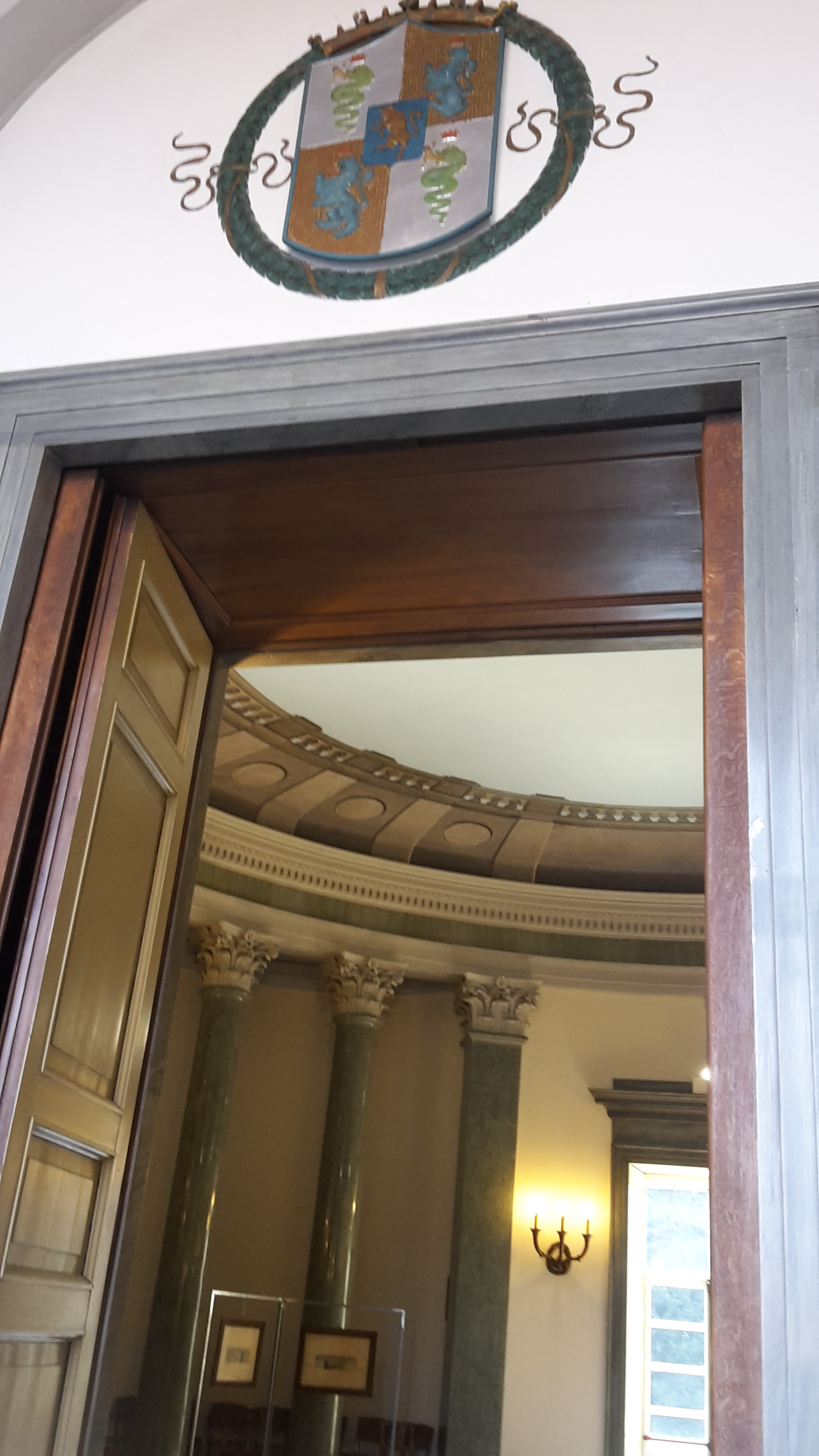
Stemma della famiglia Torelli
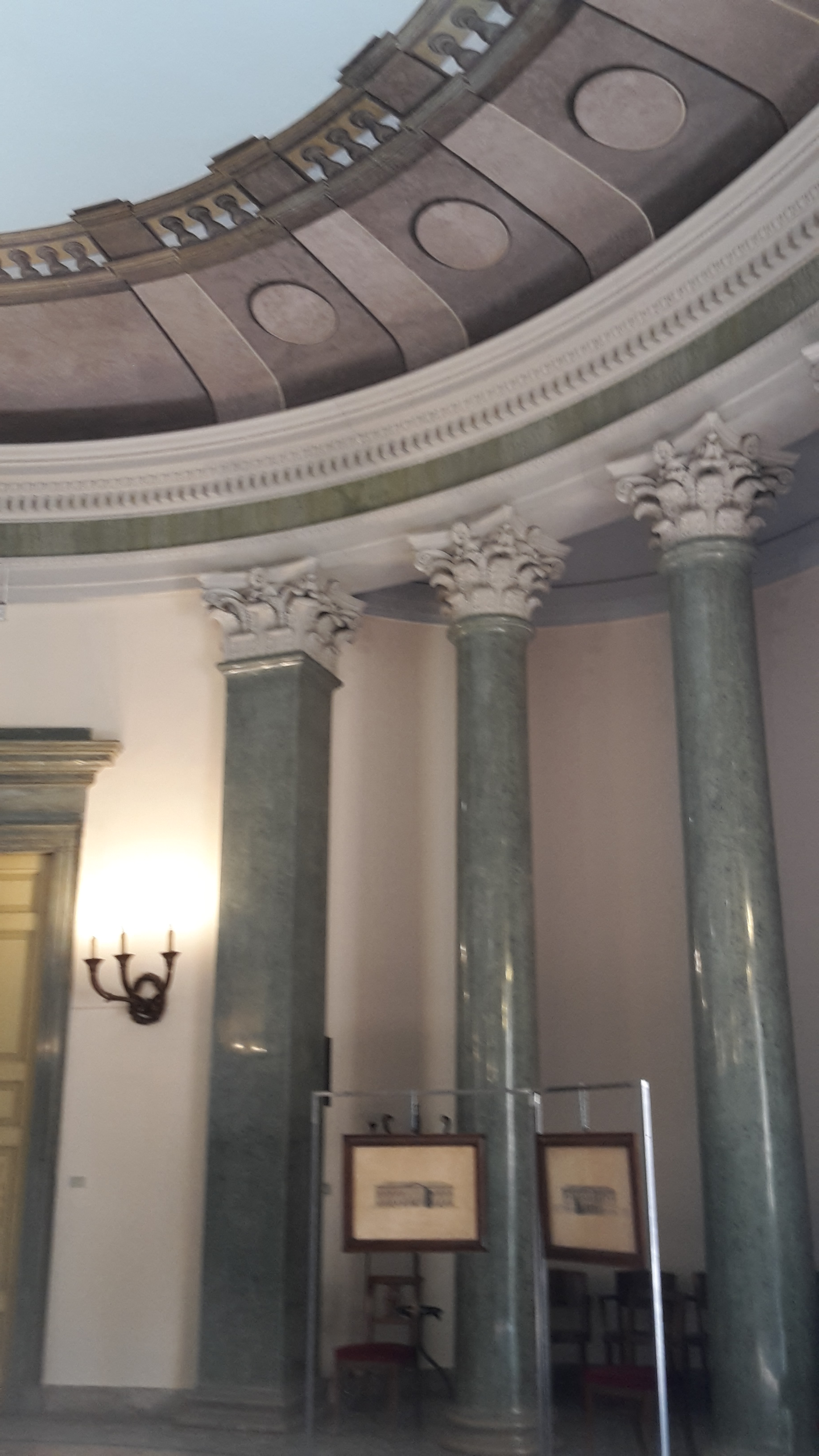
Salone principale, dettaglio colonne
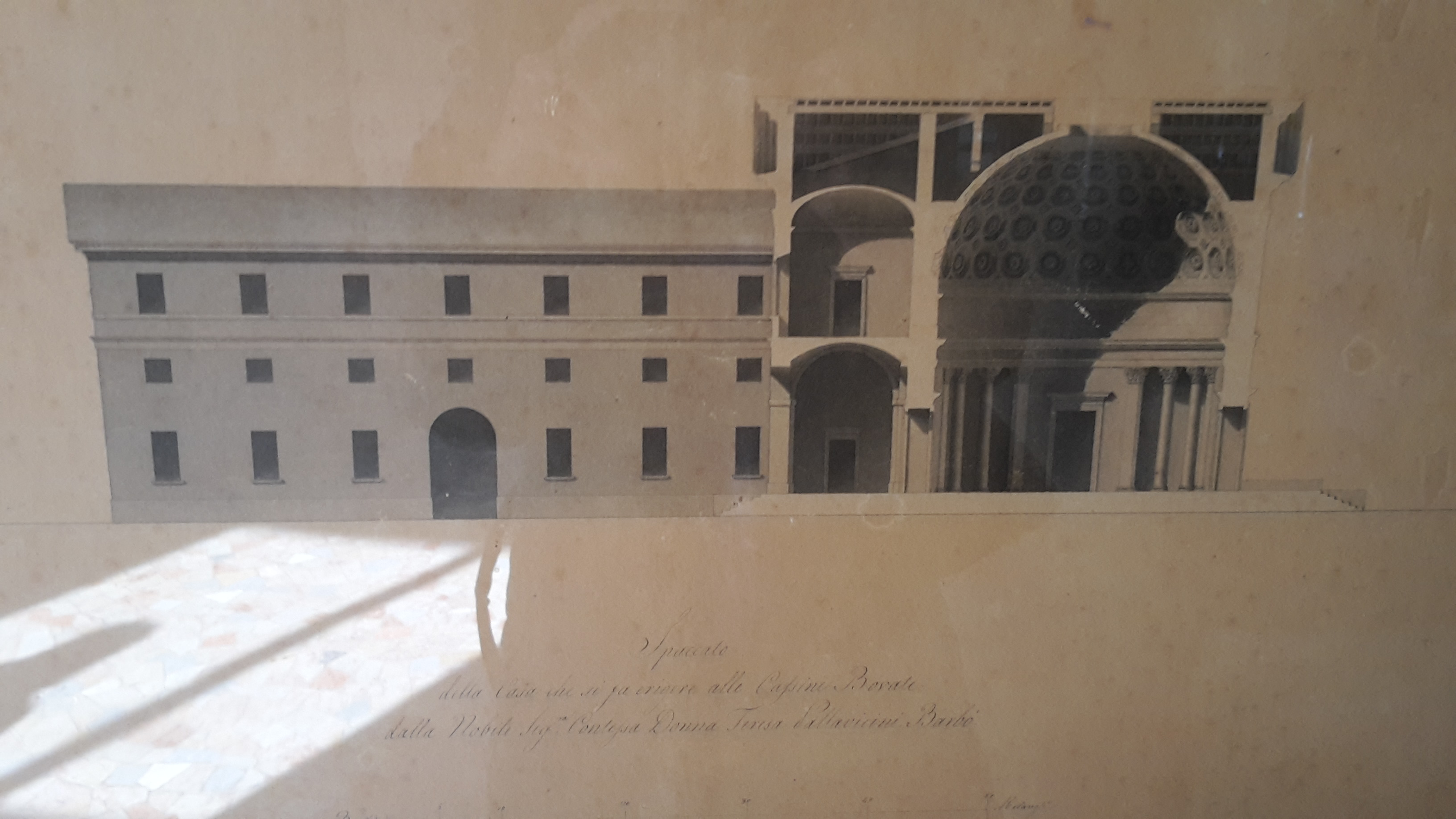
Salone principale, disegno prospettico
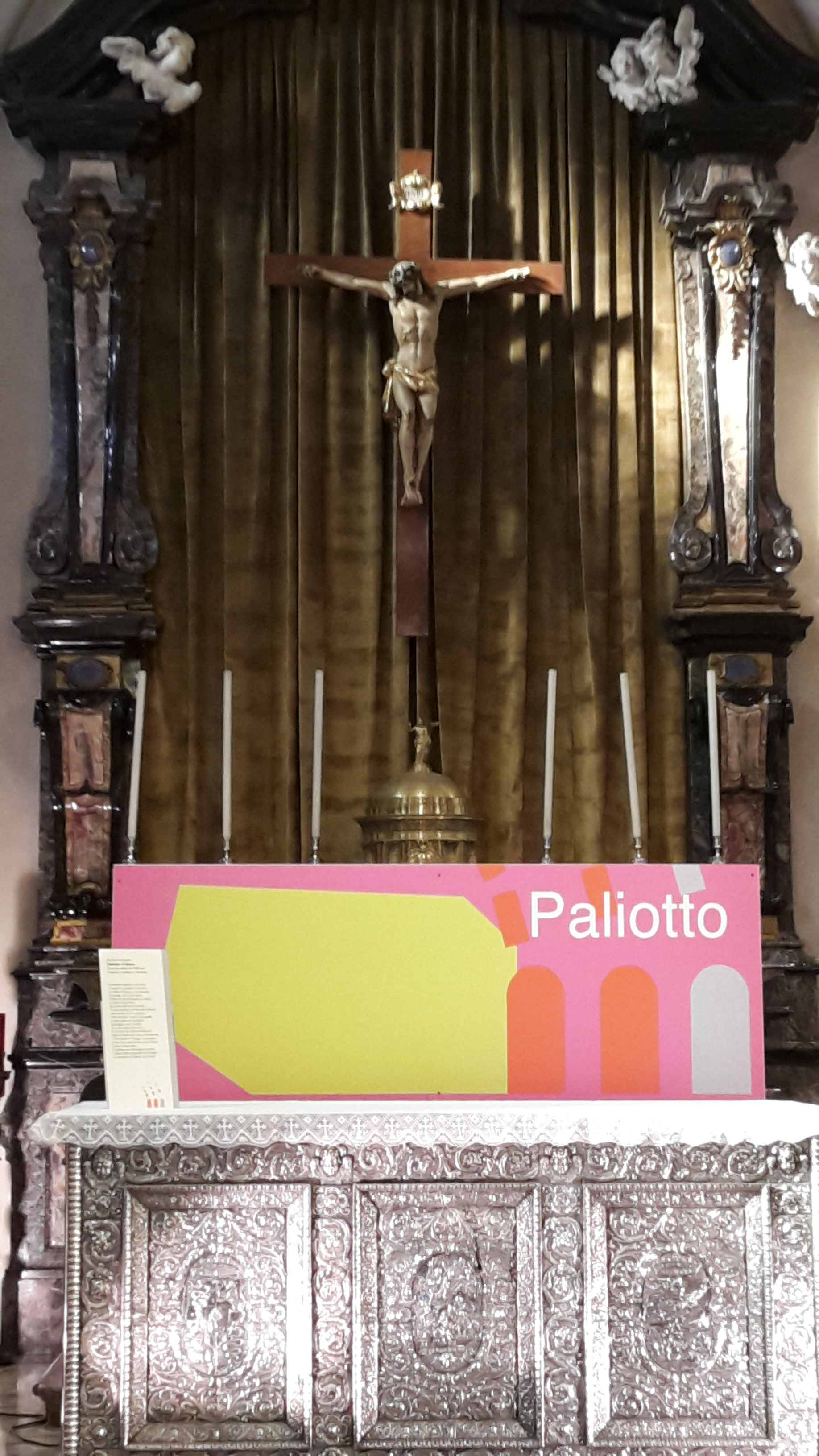
Paliotto dell'altare presente nella cappella della villa.